# رونين برغمان
رونين برغمان (بالعبرية: רונן ברגמן، بالحروف اللاتينية: Ronen Bergman) هو صحفي استقصائي وكاتب إسرائيلي. هو محلل سياسي وعسكري كبير عند يديعوت أحرونوت، وهي أكثر صحف إسرائيل اليومية تداولًا.
نشر في صحيفة نيويورك تايمز ووول ستريت جورنال ومجلة الشؤون الخارجية ونيوزويك في الولايات المتحدة وفي ذي تايمز والغارديان وصحيفة فرانكفورتر العامة في أوروبا. وكثيرا ما يدعى عند وكالات إعلامية في الولايات المتحدة وأوروبا وكثيرا ما يستشهد في الإعلام بالعربية وبالفارسية بما يكتب.
نشر 4 كتبا بالعبرية حظيت بالتقدير وظلت في صدارة الكتب غير الخيالية الأكثر مبيعا في إسرائيل. تتناول كتبه الفساد في السلطة الوطنية الفلسطينية وحرب أكتوبر 1973 وبرنامج إيران النووي وأسرى ومفقودين إسرائيليين.
يشارك في إذاعة الأخبار بانتظام في برامج إخبارية يومية على قنوات إسرائيلية، كما أنه يظهر على وكالات إخبارية أيمركية وبيبيسي، وهوضيف متكرر على قناة الجزيرة.
كثيرا ما يلقي محاضرات إلى جماهير جامعية أو عسكرية إضافة إلى عامة الناس. كان ضيفا محاضرا في جامعات كبيرة في إسرائيل وفي الخارج، مما فيها جامعة برنستون وجامعة ييل وجامعة كولومبيا وجامعة نيويورك وجامعة أوكسفورد وجامعة كامبريدج وكذلك ندوات عسكرية واستخبارية في إسرائيل وفي الولايات المتحدة وفي إنجلترا.

## سيرة ذاتية
ولد عام 1972 وتربي في كريات بياليك. كانت والدته مدرسة وكان والده محاسبا. كان كل من والديه من الناجين من الهولوكوست.
أكمل خدمته العسكرية في الجيش الإسرائيلي في قسم الاستخبارات التابع لمطاردة الشرطة العسكرية. ثم درس الحقوق في جامعة حيفا وتخرج بدرجة امتياز فتم قبوله في نقابة المحامين الإسرائيلية. بعد ذلك، التحق بكلية كوربوس كريستي بجامعة كامبريدج في المملكة المتحدة حيث حصل على شهادة ماجستير في العلاقات الدولية وفشهادة دكتوراة لأطروحته عن موساد الإسرائيلي.
كان من كبار الصحفيين في صحيفة هاآرتس.

## أعمال منشورة
عادة ما تستند مقالات برغمان إلى مواد استخبارية وعسكرية توصلت إليه حصريا. سلط الضوء على قضايا عديدة ذات الأهمية العامة على مدار السنين، بما فيها: تحويل الإيرادات الضريبية إلى حساب ياسر عرفات الشخصي؛ صناعة السماد من عظام ضحايا الهولوكوست في مصنع إيطالي خلال الحرب العالمية الثانية؛ بيع رجل أعمال إسرائيلي لمواد كميائية خامة ثنائية الاستخدام وتقنيات إلى إيران؛ الملف الطبي إسحاق رابين المنشأة عشية اغتياله؛ قضية العميل بابل المساعد للرئيس المصري أنور السادات الذي كان جاسوسا إسرائيليا؛ أول ما نشر من مقابلات مع أعضاء وحدة العمليات الخاصة للموساد؛ تجارب أجريت على جنود إسرائيليين كجزء من الجهود الأميركية الإسرائيلية المشتركة لإيجاد لقاح للجمرة الخبيثة؛ عدة فضائح فساد نظامية في إسرائيل.
كان برغمان ومازال مناصرا لقضية حرية المعلومات وحرية الصحافة خلال حياته المهنية، وكثيرا ما تحمل معاركه مع النظام الأمني الإسرائيلي إلى المحاكم لكي يحمي حق الشعب في المعرفة وحقه في نشر تقارير ذات الأهمية العامة.

### كتب
- Authority Granted (2002)
- Moment of Truth (2003)
- Point Of No Return (2007)
- The Secret War With Iran (2008)
- By Any Means Necessary (2009)
- Ha-Bor (2011) with Dan Margalit
- writing special chapters for the Hebrew edition of State Enemy WikiLeaks (2011) by Marcel Rosenbach and Holger Stark [holger stark (journalist)].
- Operation Red Falcon (2015) [8]
- Rise and Kill First: The Secret History of Israel's Targeted Assassinations (Jan 23, 2018) [9]

## لمطالعة المزيد
- موقع رسمي
- Ronen Bergman, The Secret War with Iran
- Ronen Bergman, Living to Bomb Another Day, The New York Times, September 9, 2008